# 2017년 10월
| 2017년: 1월 · 2월 · 3월 · 4월 · 5월 · 6월 · 7월 · 8월 · 9월 · 10월 · 11월 · 12월 |

## 포털:요즘 화제
| \| 2017년 10월 1일 (일요일) \| \| 편집 \| |  |      |
| 무력 충돌·공격 - 2017년 라스베이거스 스트립 총기 난사 사건: 미국 라스베이거스 만달레이 베이 호텔에서 총기 난사 사건이 발생해 최소 50명 숨지고, 406명이 부상을 입었다. 정치·선거 - 2017년 카탈루냐 독립 국민투표, 2017년 스페인 헌정위기: 카탈루냐 지방 전역에서 독립 국민투표가 실시되었다. 마리아노 라호이 총리의 강경 대응 방침에 따라 지난 9월 말부터 스페인 경찰과 계속하여 충돌하는 가운데 투표가 치러졌으며, 부상자가 다수 발생하였다. 한편 투표 여파로 캄 노우에서 치러진 FC 바로셀로나와 UD 라스팔마스의 경기가 무관중으로 진행되었다. |  |      |
| 2017년 10월 1일 (일요일) |  | 편집 |

| 2017년 10월 1일 (일요일) |  | 편집 |

| \| 2017년 10월 2일 (월요일) \| \| 편집 \| |  |      |
| 정치 - 제29대 캐나다의 총독에 전(前) 우주비행사 출신의 줄리 파예트(Julie Payette)가 취임하였다. 지난 7월 13일 지명된 파예트는 데이비드 로이드 존스턴 전임 총독에 이어 7년간 캐나다의 총독직을 수행하게 된다. 부고 - 미국의 싱어송라이터이자 기타 연주자인 톰 페티(Tom Petty)가 66세를 일기로 숨졌다. |  |      |
| 2017년 10월 2일 (월요일) |  | 편집 |

| 2017년 10월 2일 (월요일) |  | 편집 |

| \| 2017년 10월 3일 (화요일) \| \| 편집 \| |  |      |
| 경제 - 지난 1월 야후!를 인수한 미국의 통신 기업 버라이즌 커뮤니케이션스가 2013년 야후 해킹사건(Yahoo! data breaches) 당시 정보 유출 피해가 발생한 계정이 약 30억개라고 밝혔다. 이는 당초 알려진 바의 3배이다. 부고 - 대한민국 출신의 김운용 전(前) 국제 올림픽 위원회(IOC) 부위원장이 86세를 일기로 숨졌다. - 잘랄 탈라바니 전(前) 이라크의 대통령이 83세를 일기로 숨졌다. |  |      |
| 2017년 10월 3일 (화요일) |  | 편집 |

| 2017년 10월 3일 (화요일) |  | 편집 |

| \| 2017년 10월 4일 (수요일) \| \| 편집 \|                                                                                    |  |      |
| 과학·기술 - 왕립 스웨덴 과학한림원이 자크 뒤보셰, 요아힘 프랑크, 리처드 헨더슨을 2017년 노벨화학상 공동 수상자로 선정하였다. |  |      |
| 2017년 10월 4일 (수요일) |  | 편집 |

| 2017년 10월 4일 (수요일) |  | 편집 |

| \| 2017년 10월 5일 (목요일) \| \| 편집 \|                                                                                               |  |      |
| 문화 - 2017년 노벨 문학상의 수상자로 가즈오 이시구로가 선정되었다. 부고 - 프랑스의 배우, 소설가인 안 비아젬스키가 70세를 일기로 숨졌다. |  |      |
| 2017년 10월 5일 (목요일) |  | 편집 |

| 2017년 10월 5일 (목요일) |  | 편집 |

| \| 2017년 10월 6일 (금요일) \| \| 편집 \| |  |      |
| 사회 - 노르웨이 노벨 위원회가 2017년 노벨 평화상에 핵무기폐기국제운동(ICAN, International Campaign to Abolish Nuclear Weapons)을 선정했다고 밝혔다. 핵무기폐기국제운동은 전 세계 100여개 국가 468개 비정부 기구(NGO) 연합체로, 지난 2007년 시작되었다. |  |      |
| 2017년 10월 6일 (금요일) |  | 편집 |

| 2017년 10월 6일 (금요일) |  | 편집 |

| \| 2017년 10월 7일 (토요일) \| \| 편집 \| |  |      |
| 정치 - 블라디미르 푸틴 러시아 대통령의 생일을 맞아 고향 상트페테르부르크를 비롯한 러시아 곳곳에서 대통령 퇴진을 요구하는 시위가 벌어졌다. 전국의 시위자 중 271명이 구금되었다. 재해 - 미국 연방 통신 위원회(FCC)가 프로젝트 룬을 임시로 인가하였다. 이에 따라 30개의 대형 풍선을 띄워 허리케인 마리아로 피해를 입은 푸에르토리코 지역에 롱 텀 에볼루션(LTE) 서비스를 제공하게 된다. |  |      |
| 2017년 10월 7일 (토요일) |  | 편집 |

| 2017년 10월 7일 (토요일) |  | 편집 |

| \| 2017년 10월 8일 (일요일) \| \| 편집 \| |  |      |
| 사회 - 2017년 스페인 헌정위기: 스페인 바로셀로나에서 스페인 통합 지지 시위가 열렸다. 작가 마리오 바르가스 요사를 비롯해 최소 35만명의 인원이 시위에 참여하였다. 한편 카탈루냐 자치 정부는 독립 국민투표 결과에 따라 독립 선언을 준비 중이다. |  |      |
| 2017년 10월 8일 (일요일) |  | 편집 |

| 2017년 10월 8일 (일요일) |  | 편집 |

| \| 2017년 10월 9일 (월요일) \| \| 편집 \|                                                         |  |      |
| 경제 - 미국의 경제학자 리처드 탈러(Richard H. Thaler)가 2017년 노벨 경제학상 수상자로 선정되었다. |  |      |
| 2017년 10월 9일 (월요일)                                                                          |  | 편집 |

| 2017년 10월 9일 (월요일) |  | 편집 |

| \| 2017년 10월 10일 (화요일) \| \| 편집 \| |  |      |
| 경제 - 대한민국과 중화인민공화국간의 통화 스와프 계약의 만기 종료되었다. 해당 계약은 필요한 경우 560억 달러 규모의 원화 또는 위안화를 서로간에 제공하는 것이 주된 내용이다. 지난 2009년 4월, 40억 달러로 규모로 처음 계약이 체결되었으며, 이후 두 차례 연장 및 확장을 통해 지금의 규모가 되었다. 양국간의 사드 갈등으로 만기 연장없이 종료되었다. 대한민국 당국자는 만기 종료 이후로도 관련 협상이 계속될 것이라고 밝혔다. 정치·선거 - 제48회 일본 중의원 의원 총선거: 중의원 선거가 공시되고, 후보 접수가 시작되었다. 입후보자들은 이후 선거일(10월 22일) 전날까지 선거 운동을 펼치게 된다. 재해 - 캘리포니아주(州)의 나파에서 산불로 인하여 최소 11만9천 에이커(약 481 제곱킬로미터)의 지역이 불탔다. 부고 - 조진호 축구 감독이 44세를 일기로 숨졌다. 대한민국의 축구팀인 부산 아이파크의 감독을 맡고있었으며, 사인은 심장마비이다. |  |      |
| 2017년 10월 10일 (화요일) |  | 편집 |

| 2017년 10월 10일 (화요일) |  | 편집 |

| \| 2017년 10월 11일 (수요일) \| \| 편집 \| |  |      |
| 과학·기술 - 중화인민공화국의 중국과학원 국가천문대(NAOC)는 직경 500미터 구면 전파망원경을 통해 6개의 새로운 펄사(pulsar)를 발견했다고 밝혔다. 톈옌(天眼, 하늘의 눈)이라는 별으로도 불리는 이 전파망원경은 지난 2016년 9월에 시험가동을 시작하였다. 재해 - 일본의 신모에다케 화산이 2011년 이후 6년만에 분화(噴火)하였다. - 베트남 북부 및 중부 지방에서 홍수와 산사태로 인하여 최소 20명이 숨지고, 12명이 실종되었다. 해당 지역은 지난 3일간 열대 저기압 폭풍이 몰아쳤다. |  |      |
| 2017년 10월 11일 (수요일) |  | 편집 |

| 2017년 10월 11일 (수요일) |  | 편집 |

| \| 2017년 10월 12일 (목요일) \| \| 편집 \| |  |      |
| 문화 - 제22회 부산국제영화제가 개막하였다. 영화제는 오는 10월 21일까지 진행된다. 국제 관계 - 미국과 이스라엘이 유네스코(UNESCO)에서 탈퇴하였다. |  |      |
| 2017년 10월 12일 (목요일) |  | 편집 |

| 2017년 10월 12일 (목요일) |  | 편집 |

| \| 2017년 10월 13일 (금요일) \| \| 편집 \| |  |      |
| 법과 범죄 - 대한민국 서울중앙지방법원이 박근혜 전(前) 대통령에 대하여 6개월의 구속 연장을 결정하였다. 박 전 대통령은 박근혜-최순실 게이트와 관련하여 지난 2017년 3월 10일 탄핵 파면되었고, 21일 소환조사를 받았다. 27일 검찰이 구속영장 청구하여, 영장실짐심사를 거쳐 3월 31일 구속되었다. |  |      |
| 2017년 10월 13일 (금요일) |  | 편집 |

| 2017년 10월 13일 (금요일) |  | 편집 |

| \| 2017년 10월 14일 (토요일) \| \| 편집 \| |  |      |
| 무력 충돌·공격 - 2017년 10월 14일 모가디슈 폭탄 테러: 소말리아 모가디슈에서 폭탄 테러가 발생해 최소 231명이 숨졌다. 모하메드 압둘라히 모하메드 대통령은 3일간의 국가 애도의날을 선포하였다. 문화 - 영화 예술 과학 아카데미(AMPAS)가 성추문에 연루된 영화제작자 하비 와인스타인(Harvey Weinstein)을 제명하기로 하였다. 재해 - 지난 10월 8일 미국 캘리포니아주(州) 나파에서 시작된 산불이 샌타로자까지 번지며 계속되고있다. 샌타로자 당국은 가옥 3천 채가 전소되고, 약 12억 달러(한화 1조3천500억 원)의 재산 피해가 발생한 것으로 잠정 집계하였다고 밝혔다. 한편 이번 산불로 지금까지 최소 26명이 숨지고, 약 9만 명 이상의 이재민이 발생하였으며, 건물·가옥 약 5,700여 동이 전소되었다. |  |      |
| 2017년 10월 14일 (토요일) |  | 편집 |

| 2017년 10월 14일 (토요일) |  | 편집 |

| \| 2017년 10월 15일 (일요일) \| \| 편집 \| |  |      |
| 정치·선거 - 키르기스스탄 대통령 선거 개표결과 소론바이 젠베코프 후보가 당선인으로 확정되었으며, 12월 4일에 취임한다. 중앙아시아의 국가 중 하나인 키르기스스탄은 지난 2010년 '대통령의 6년 임기 단임제(연임불가)'를 주 내용으로 하는 헌법 개정을 하였으며, 이후 알마즈베크 아탐바예프 대통령을 선출하였다. 한편, 2016년 12월에는 총리의 권한을 강화하는 개헌이 이루어졌다. - 대한민국의 정당 민중당이 창당·출범하였다. |  |      |
| 2017년 10월 15일 (일요일) |  | 편집 |

| 2017년 10월 15일 (일요일) |  | 편집 |

| \| 2017년 10월 16일 (월요일) \| \| 편집 \| |  |      |
| 무력 충돌·공격 - 몰타의 블로거이자 저널리스트인 다프네 카루나 갈리지아(Daphne Caruana Galizia, 53)가 차량 폭발 사고로 숨졌다. 갈리치아는 지난 4월에 파나마 페이퍼스에 언급된 한 회사가 조지프 무스카트 몰타 총리의 부인이 소유주임을 폭로하며 조기 총선을 요구하였다. 이후 예정보다 1년 여를 앞당겨 지난 6월 총선이 실시되었으며, 집권 노동당이 승리하고 조지프 무스카트 총리는 재선하였다. |  |      |
| 2017년 10월 16일 (월요일) |  | 편집 |

| 2017년 10월 16일 (월요일) |  | 편집 |

| \| 2017년 10월 17일 (화요일) \| \| 편집 \| |  |      |
| 무력 충돌·공격 - 시리아 내전, 락까 전투 (2017년): 시리아 민주군이 락까를 탈환하였다. 2014년 1월 이슬람 국가(IS)가 완전 장악된지 약 3년 9개월만이다. 이슬람 국가는 지난 7월 모술 전투에서 이라크 모술이 함락된데 이어서, 락까를 잃으면서 보다 북부 지역으로 패퇴하였다. 문화 - 미국의 작가 조지 손더스(George Saunders)가 2017년 맨부커상 수상자로 선정되었다. 스포츠 - 2017년 KBO 포스트시즌#플레이오프: 1차전 결과 NC 다이노스가 13:5로 두산 베어스를 꺾고 1승을 거두었다. 재비어 스크러그스가 1차전 최우수 선수(MVP)로 선정되었으며, 제프 맨쉽은 승전 투수가 되었다. 먼저 3승을 거두고 한국시리즈에 진출하는 팀은 KIA 타이거즈와 2017년 한국시리즈 우승을 놓고 겨루게된다. |  |      |
| 2017년 10월 17일 (화요일) |  | 편집 |

| 2017년 10월 17일 (화요일) |  | 편집 |

| \| 2017년 10월 18일 (수요일) \| \| 편집 \| |  |      |
| 정치 - 제19차 중국공산당 전국대표대회: 중국공산당 중앙위원회 총서기인 시진핑 및 2,000여 명의 대표가 이번 중국공산당 전국대표대회에 참가한다. 수도 베이징에서 1주일에 걸쳐 진행된다. 경제·비즈니스 - 경매 회사 크리스티가 다음 달 제네바에서 진행되는 경매에 프랑스의 루이 14세부터 나폴레옹 3세 까지의 왕관을 장식했던 19.09캐럿의 다이아몬드가 출품된다고 밝혔다. 사고 - 미국 메릴랜드주(州) 에지우드에서 총격 사건이 발생해 최소 3명이 숨지고, 2명이 다쳤다. |  |      |
| 2017년 10월 18일 (수요일) |  | 편집 |

| 2017년 10월 18일 (수요일) |  | 편집 |

| \| 2017년 10월 19일 (목요일) \| \| 편집 \| |  |      |
| 정치 - 뉴질랜드에서 노동당의 당수 저신다 아던이 차기 총리로 결정되었다. 노동당·제일당·녹색당(46석·9석·8석, 계: 63석)이 연정을 구성하기로 함에 따라, 제1당 국민당(56석)을 제치고 정권을 교체하였다. 뉴질랜드는 지난 9월 23일 선거를 치렀으며, 국민당 56석, 노동당 46석, 제일당 9석, 녹색당 8석, 행동당 1석의 결과가 나왔다. 과반을 얻은 정당이 없어서 선거 이후에 연정 협상이 이어졌었다. |  |      |
| 2017년 10월 19일 (목요일) |  | 편집 |

| 2017년 10월 19일 (목요일) |  | 편집 |

| \| 2017년 10월 20일 (금요일) \| \| 편집 \| |  |      |
| 정치·선거 - 박근혜-최순실 게이트: 대한민국의 정당인 자유한국당(구(舊) 새누리당)은 윤리위원회를 소집해 박근혜 전(前) 대통령 및 서청원, 최경환 두 국회의원에 대하여 '자진탈당 권유'를 의결하였다. 박 전 대통령이 자진해서 탈당하지 않을 경우에는 열흘 뒤 자동 출당되며, 두 국회의원의 경우는 의원총회를 소집하여 2/3 동의를 얻는 경우에 제명(除名) 처분된다. - 체코에서 하원 의원 선출을 위한 선거가 20일·21일 양일간 실시된다. 사회 - 대한민국의 신고리 5·6호기 공론화위원회가 건설 재개 및 핵발전 비중 축소를 정부에 권고하였다. 또한 건설 재개에 따른 추가적인 조치로 원자력 발전소 안전기준 강화, 신재생에너지 투자 확대 및 방사성 폐기물 활용방안 마련 등을 권고하였다. 고리원자력발전소 5·6호기는 지난 6월 27일 국무회의에서 건설 중단이 결정되었으며, 이후 7월 24일 위원회가 구성되어, 의견수렴을 거쳐 이번 권고를 내놓았다. |  |      |
| 2017년 10월 20일 (금요일) |  | 편집 |

| 2017년 10월 20일 (금요일) |  | 편집 |

| \| 2017년 10월 21일 (토요일) \| \| 편집 \| |  |      |
| 무력 충돌·공격 - 소말리아 전쟁 (2009년~현재), 2017년 10월 14일 모가디슈 폭탄 테러: 테러로 인한 사망자가 358명으로 늘었다. 정치·선거 - 2017년 스페인 헌정위기, 2017년 카탈루냐 독립 국민투표: 마리아노 라호이 총리가 긴급 국무회의를 갖고, 헌법 155조를 근거로 카탈루냐 자치정부의 자치권을 몰수하고 직접 통치할 것을 의결하였다고 밝혔다. 자치 의회를 해산하고, 6개월 이내에 선거를 치른다는 이 방안은 27일 상원 심의를 거치게 된다. - 20일, 21일 양일간 치러진 체코의 총선 개표 결과 안드레이 바비스(Andrej Babiš)가 이끄는 ANO 2011가 승리하였다. 개표 결과 ANO 2011은 약 29.6%의 득표율로 78석(전체 200석)의 의석을 차지하였다. |  |      |
| 2017년 10월 21일 (토요일) |  | 편집 |

| 2017년 10월 21일 (토요일) |  | 편집 |

| \| 2017년 10월 22일 (일요일) \| \| 편집 \| |  |      |
| 정치 - 제48회 일본 중의원 의원 총선거: 일본에서 중의원 총선거가 치러졌다. 모두 485명의 중의원을 선출하는 이번 선거는 아베 신조 총리가 지난 9월 28일 중의원을 해산함에 따라 결정되었다. |  |      |
| 2017년 10월 22일 (일요일) |  | 편집 |

| 2017년 10월 22일 (일요일) |  | 편집 |

| \| 2017년 10월 23일 (월요일) \| \| 편집 \| |  |      |
| 무력 충돌·공격 - 델핀 로렌자나(Delfin Lorenzana) 필리핀의 국방장관이 기자회견을 통해 마라위 전투가 종료되었다고 밝혔다. 지난 5월 23일 계엄령을 선포하고 반군과의 전투와 들어간지 5개월만이다. 한편, 7월 22일 연장된 계엄 기한은 연말까지이다. 정치 - 제48회 일본 중의원 의원 총선거: 선거 개표 결과 자유민주당(자민당)이 284석, 연립 여당 공명당이 29석을 차지하며 승리하였다. 아베 신조 총리는 기자 회견을 열어 헌법 개정을 추진할 것임을 밝혔다. |  |      |
| 2017년 10월 23일 (월요일) |  | 편집 |

| 2017년 10월 23일 (월요일) |  | 편집 |

| \| 2017년 10월 24일 (화요일) \| \| 편집 \| |  |      |
| 정치 - 제19차 중국공산당 전국대표대회: ‘시진핑의 사상’의 당장(黨章, 중국공산당의 최고 규범) 추가가 만장일치로 통과되며 18일 개막한 대회가 폐막하였다. 이같은 당장 개정은 시진핑 주석이 마오쩌둥, 덩샤오핑과 같은 위상에 올라섰음을 의미한다. 한편 칠상팔하(七上八下, 67세 유임, 68세 퇴임)에 따라 시진핑 총서기과 리커창 총리를 제외한 왕치산 등 5명의 상무위원은 퇴임하였다. - 미국 하원 본회의에서 오토 웜비어의 이름이 붙여진 조선민주주의인민공화국에 대한 제재 관련 법안이 처리되었다. |  |      |
| 2017년 10월 24일 (화요일) |  | 편집 |

| 2017년 10월 24일 (화요일) |  | 편집 |

| \| 2017년 10월 25일 (수요일) \| \| 편집 \| |  |      |
| 정치 - 중국공산당 중앙정치국 상무위원회: 유임된 시진핑(총서기, 주석), 리커창 외에 5명의 상무위원(리잔수, 왕양, 왕후닝, 자오러지. 한정)이 새롭게 선출되었다. 문화 - 제54회 대종상 시상식이 대한민국 서울특별시 세종문화회관 대극장에서 열렸다. 최우수작품으로는 《택시운전사》가 선정되였으며, 감독상에는 이준익, 남우주연상은 설경구, 여우주연상은 최희서 등이 수상하였다. 사회 - 이스라엘 예루살렘에서 진행된 한 경매에서 알베르트 아인슈타인이 독일어로 남긴 쪽지 2장이 각각 130만 달러(한화 약 14억 7,000만 원)와 2만 달러(한화 약 2,200만 원)에 낙찰되었다. 두 장의 쪽지는 아인슈타인이 순회강연을 위해 1922년 도쿄의 한 호텔에서 묵던 중, 전보 배달원에게 줄 팁이 없어, 팁을 대신하여 적어 준 것으로 알려졌다. 스포츠 - 2017년 한국시리즈: 1차전 결과 두산 베어스가 5:3로 기아 타이거즈를 꺾었다. 문재인 대통령이 시구하였으며, 더스틴 니퍼트가 승리 투수가 됨과 동시에 1차전 최우수 선수(MVP)로 선정되었다. |  |      |
| 2017년 10월 25일 (수요일) |  | 편집 |

| 2017년 10월 25일 (수요일) |  | 편집 |

| \| 2017년 10월 26일 (목요일) \| \| 편집 \| |  |      |
| 정치 - 2017년 네덜란드 총선: 네덜란드의 마르크 뤼터 총리가 4당 연합(자유민주국민당, 민주66, 기독교민주당 아펠, 기독교연합당)의 차기 정부를 구성하였다. 네덜란드는 지난 3월 15일 치러진 총선 이후 225일간 협상이 계속되어왔다. 총선 이후 209일만인 10월 9일 연합 정부 구성에 합의한지 2주 만이다. 스포츠 - 2017년 한국시리즈: 기아 타이거즈의 투수 양현종이 두산 베어스를 상대로 1:0으로 완봉승을 거둠과 동시에 2차전 최우수 선수로 선정되었다. 양현종은 9 이닝동안 122 개의 공을 던져 11 탈삼진, 4 피안타, 2 볼넷을 기록하며 역대 10 번째 한국시리즈 완봉승을 기록하였다. 사고 - 인도네시아 반텐 주의 한 폭죽 공장에서 폭발 사고가 발생해 최소 47명이 숨지고, 35명이 부상을 입었다. |  |      |
| 2017년 10월 26일 (목요일) |  | 편집 |

| 2017년 10월 26일 (목요일) |  | 편집 |

| \| 2017년 10월 27일 (금요일) \| \| 편집 \| |  |      |
| 국제 관계 - 391흥진호가 대한민국 울진군 후포항에 입항하였다. 해당 선박은 지난 10월 21일 동해에서 조선민주주의인민공화국 수역을 침범해 나포되었던 것으로 알려졌다. - 카탈루냐 의회가 카탈루냐 공화국 독립을 선포하였다. 이에 대하여 스페인 정부는 카탈루냐 자치정부의 해산과 12월 조기 선거 실시를 확인하였다. 사고 - 대한민국 전라남도 신안군의 섬 가거도 인근 해상에서 8 명이 탑승하고 있던 선박이 전복되는 사고가 발생했다. 5 명은 구조되고, 3 명은 실종 상태이다. 해경에서는 잠수요원과 경비함정, 헬기 등을 동원하여 수색 중이라고 밝혔다. |  |      |
| 2017년 10월 27일 (금요일) |  | 편집 |

| 2017년 10월 27일 (금요일) |  | 편집 |

| \| 2017년 10월 28일 (토요일) \| \| 편집 \| |  |      |
| 무력 충돌·공격 - 소말리아 모가디슈에서 또 다시 테러가 발생해 최소 29명이 숨지고 30명이 부상을 입었다. 모가디슈에서는 앞서 10월 14일 폭탄 테러가 발생해 358명 이상의 사망자가 발생한 바 있다. 사회 - 박근혜-최순실 게이트, 박근혜 대통령 퇴진 운동: 대한민국 서울특별시 광화문광장 등지에서 촛불 시위 1주년 집회가 열렸다. 주최 측 추산(오후 7시30분 기준) 5만여 명이 운집해, 적폐청산을 주문하였다. 한편, 친박 단체들도 박근혜 전(前) 대통령의 석방을 요구하는 집회를 열었다. |  |      |
| 2017년 10월 28일 (토요일) |  | 편집 |

| 2017년 10월 28일 (토요일) |  | 편집 |

| \| 2017년 10월 29일 (일요일) \| \| 편집 \| |  |      |
| 사회 - 카탈루냐 독립선언: 카탈루냐 지방의 중심 도시인 바로셀로나에서 주최 추산 130만 명(경찰 추산 30만 명)의 시민이 운집하여 독립에 반대하는 집회를 갖고, 자치정부의 독립선언 강행에 항의하였다. |  |      |
| 2017년 10월 29일 (일요일) |  | 편집 |

| 2017년 10월 29일 (일요일) |  | 편집 |

| \| 2017년 10월 30일 (월요일) \| \| 편집 \| |  |      |
| 경제·비즈니스 - 일본의 기업 니콘이 디지털카메라의 판매 부진으로 인하여 중화인민공화국 장쑤성의 공장을 폐쇄한다고 밝혔다. 니콘은 아웃소싱과 태국의 공장에서 물량을 조달할 예정이다. 과학 - 대한민국의 우주 개발: 대한민국의 인공위성인 무궁화 5A호가 발사 성공하였다. 스포츠 - 2017년 한국시리즈: 5차전 경기에서 기아 타이거즈가 7:6으로 두산 베어스를 꺾고 통산 11번째 한국시리즈 우승을 기록하였다. 경기 최우수 선수(MVP)는 3회초 만루 홈런을 기록한 이범호가 선정되었으며, 한국시리즈 최우수 선수로는 2차전에서 완봉승, 5차전 세이브를 기록한 양현종 투수가 선정되었다. 부고 - 대한민국의 배우 김주혁이 45세를 일기로 숨졌다. - 대한민국의 가수 도민호가 46세를 일기로 숨졌다. 음악 그룹 육각수의 일원 등으로 활동하였다. |  |      |
| 2017년 10월 30일 (월요일) |  | 편집 |

| 2017년 10월 30일 (월요일) |  | 편집 |

| \| 2017년 10월 31일 (화요일) \| \| 편집 \| |  |      |
| 무력 충돌·공격 - 2017년 로어맨해튼 테러: 뉴욕 맨해튼에서 트럭을 이용한 테러 사건이 발생해 최소 8명이 숨지고, 11명이 부상을 입었다. 앤드루 쿠오모 뉴욕 주지사는 외로운 늑대에 의한 단독 범행으로 보인다고 밝혔다. 국제 관계 - 대한민국과 중화인민공화국이 양국간의 사드 배치 갈등 국면을 끝내고, 상호 관계를 정상화하고 개선하기로 합의하였다. 사고 - 일본 가나가와현 자마 시의 한 아파트에서 9구의 훼손된 시신이 발견되었다. 일본 경찰은 실종 사건 수사 중 이를 발견하였으며, 용의자 한 명 체포하여 조사 중이라고 밝혔다. |  |      |
| 2017년 10월 31일 (화요일) |  | 편집 |

| 2017년 10월 31일 (화요일) |  | 편집 |

| <           | 2017년 10월 | 2017년 10월 | 2017년 10월 | 2017년 10월 | 2017년 10월 | >          |
| 일          | 월          | 화          | 수          | 목          | 금          | 토         |
| 1 8.12 신유 | 2 13 임술   | 3 14 계해   | 4 15 갑자   | 5 16 을축   | 6 17 병인   | 7 18 정묘  |
| 8 19 무진   | 9 20 기사   | 10 21 경오  | 11 22 신미  | 12 23 임신  | 13 24 계유  | 14 25 갑술 |
| 15 26 을해  | 16 27 병자  | 17 28 정축  | 18 29 무인  | 19 30 기묘  | 20 9.1 경진 | 21 2 신사  |
| 22 3 임오   | 23 4 계미   | 24 5 갑신   | 25 6 을유   | 26 7 병술   | 27 8 정해   | 28 9 무자  |
| 29 10 기축  | 30 11 경인  | 31 12 신묘  |             |             |             |            |

| - 2017년 - 11월 - 10월 - 9월 편집하기 |